# Robert Carswell
Robert Carswell (Paisley, 1793 – 1857) è stato un medico, anatomista e illustratore britannico.

## Biografia
Intraprese gli studi di medicina presso l'Università di Glasgow. Fin da studente furono ben evidenti le sue abilità nel disegno, abilità che lo portarono a conoscere John Thomson, uno dei medici più importanti del tempo di Edimburgo. Carswell si occupò di eseguire disegni anatomici per le lezioni di Thomson e a tal fine, nel 1822, si recò in Francia, per lavorare negli ospedali di Parigi e Lione.
Tornato in Scozia prese il dottorato presso il Marischal College, di Aberdeen, nel 1826, per poi fare ritorno a Parigi per riprendere gli studi di anatomia patologica con il celebre medico francese Pierre C.A. Louis. In quel tempo la capitale francese era il centro di eccellenza per gli studi anatomici. Infatti vi erano numerosi anfiteatri dove si tenevano lezioni e autopsie a cui era facile partecipare e molti cadaveri erano disponibili grazie agli ospedali privati.
All'età di trentacinque anni, fu nominato professore di anatomia patologica presso la University College di Londra. Prima però fu incaricato di compiere alcuni disegni inerenti a patologie per la stessa Università. La sua collezione, di più di mille acquerelli, realizzata in quel periodo è ancora visibile.
Morì nel 1857 a causa degli esiti di una broncopneumopatia cronica ostruttiva che lo perseguitò a lungo.